# Krasnystaw (district)
Krasnystaw (powiat krasnostawski) is een district (powiat) in de Poolse woiwodschap Lublin. Het district heeft een oppervlakte van 1137,87 km² en telt 65.991 inwoners (2014).
Stadsdistricten:
Biała Podlaska · Chełm · Lublin · Zamość

Districten:
Biała Podlaska · Biłgoraj · Chełm · Hrubieszów · Janów Lubelski · Krasnystaw · Kraśnik · Lubartów · Lublin · Łęczna · Łuków · Opole Lubelskie · Parczew · Puławy · Radzyń · Ryki · Świdnik · Tomaszów Lubelski · Włodawa · Zamość